# Greene (New York)
Pour les articles homonymes, voir Greene.
Greene est une ville située dans le comté de Chenango dans l'État de New York.
Sa population était de 5 604 habitants en 2010.
Le nom a été attribué en référence au général Nathanael Greene (1742 – 1786).